# Американско Имаго
„Американско Имаго“ е академичен журнал, основан през 1939 от Зигмунд Фройд и Ханс Закс.
Издава се от „Джонс Хопкинс Юнивърсити Прес“ на Университета „Джонс Хопкинс“ в гр. Балтимор, щата Мериленд, САЩ. Сегашният редактор на журнала е д-р Питър Ръдницки от Университета във Флорида.
Целта му е да изследва ролята на психоанализата в съвременната културна, литературна и социална теория, като има предвид нещата, свързани с антропологията, философията, политиката, историята, историята на изкуството, музикологията, образованието и изследванията на пола. Като такова то е интердисциплинарен експеримент, разчитащ на експертизата в различни сфери.